# Брюс Ейлвард
Брюс Ейлвард (англ. Bruce Aylward, нар. Сент-Джонс) — канадський лікар і епідеміолог. З вересня 2017 року Ейлвард є старшим радником генерального директора Всесвітньої організації охорони здоров'я. Він брав участь у реалізації програми ВООЗ COVAX. Ейлвард у минулому працював над програмами ліквідації поліомієліту, а також боротьби з епідеміями гарячки Зіка та гарячки Ебола.

## Ранні роки і навчання
Брюс Ейлвард народився в Сент-Джонсі на острові Ньюфаундленд. Він отримав ступінь доктора медицини в Меморіальному університеті Ньюфаундленду. Ейлвард має сертифікат з тропічної медицини Лондонської школи гігієни та тропічної медицини. Ейлворд отримав диплом магістра громадського здоров'я від Школи громадської охорони здоров'я імені Джона Гопкінса Блумберга.

## Кар'єра
У 1992 році Ейлвард став співробітником Всесвітньої організації охорони здоров'я та 8 років працював у сфері імунізації, контролю над інфекційними захворюваннями та ліквідації поліомієліту на Близькому Сході, у західній частині Тихого океану, Європі, Північній Африці та Центральній і Південно-Східній Азії.
Ейлвард очолював партнерство Глобальної ініціативи з ліквідації поліомієліту з 1998 по 2004 рік, де він відповідав за направлення понад 6 тисяч співробітників на місця, розробив нові інструменти та вакцини, та скоротив кількість ендемічних по поліомієліту країн до 2. Ейлвард здобув популярність як помічник генерального директора Кластеру ВООЗ з поліомієліту та надзвичайних ситуацій.
Пізніше Брюс Ейлвард був призначений «Спеціальним представником Генерального директора з питань протидії Еболі». Він багато разів виступав на цю тему, зокрема, на TEDx, де одна з його промов станом на 2020 рік зібрала понад мільйон переглядів.
Ейлвард очолював команду Всесвітньої організації охорони здоров'я під час спалаху COVID-19 у Китаї. Він висловив думку, що ключем до зниження передачі хвороби є «ізоляція, відстеження контактів і тестування». Ейлварда призначили співкерівником спільної місії ВООЗ і Китаю з COVID-19. Він також був одним із помічників генерального директора Всесвітньої організації охорони здоров'я.

## Скандал щодо інтерв'ю відносно COVID-19
28 березня 2020 року, під час пандемії COVID-19, Ейлвард дав інтерв'ю в програмі поточних подій радіотелевійзійної компанії Гонконгу «The Pulse». Журналістка Івонн Тонг запитала про статус Тайваню у ВООЗ і про те, чи ВООЗ перегляне членство Тайваню після того, як Тайвань звинуватив Китай у відмові йому у вступі. Ейлвард, схоже, ухилявся від відповіді на це запитання, а потім, коли його запитали, чи він все ще на лінії, заявив, що не почув запитання, звинувачуючи проблеми з підключенням до Інтернету. Тонг запропонувала повторити запитання, але її перебив Ейлвард, який запропонував їй продовжувати далі. Тонг повторила запитання, після чого Ейлвард припинив розмову. Коли йому передзвонили, Ейлварда попросили «трохи прокоментувати, як зараз справи на Тайвані», на що він відповів: «Ми вже говорили про Китай». Потім він формально завершив інтерв'ю.

### Відповідь ВООЗ
Біографію Ейлварда англійською мовою було видалено з веб-сторінки керівництва ВООЗ через кілька днів після інтерв'ю. Речник ВООЗ пояснив це, що біографію було видалено після запиту співробітників Ейлварда 27 березня архівувати її, оскільки засоби масової інформації неправильно зрозуміли Ейлварда. Прес-секретар на це сказав: «Час був невдалим, оскільки незабаром після цього відеоінтерв'ю стало вірусним». Міністр закордонних справ Тайваню Джозеф Ву прокоментував це інтерв'ю в твіттері, зазначивши, що ВООЗ «має залишити політику в стороні від боротьби з пандемією», і вказав на позитивне висвітлення заходів Тайваню на пандемію в світових засобах масової інформації, зазначивши, що повідомляє, щоб їх не сприймайти як частину Китаю. Пізніше представник ВООЗ заявив CNN, що «деякі люди плутають технічний мандат ВООЗ у сфері охорони здоров'я з повноваженнями країн визначати членство ВООЗ», додавши, що вони «регулярно спілкувалися» з Тайванем під час пандемії та «засвоювали уроки» з усіх регіонів, включаючи органи охорони здоров'я Тайваню".

### Уряд Гонконгу та відповідь RTHK
Після інтерв'ю 2 квітня міністр торгівлі та економічного розвитку Гонконгу Едвард Яу розкритикував телерадіомовну компанію за те, що він назвав «[порушенням] принципу одного Китаю та цілей і місії RTHK як громадського мовника, як зазначено у Статуті [RTHK]». Телерадіомовна компанія у відповідь переглянула програму, та не виявила порушення її статуту. Член консультативної комісії телерадіомовної компанії назвала звинувачення «нісенітницею», додавши, що вона "не розуміє, чому, коли репортер запитує щось, що стосується здоров'я, вона чи він повинні пам'ятати, що існує "Одна країна, дві системи « … відповідно до позиції уряду чи Китаю».

### Звинувачення у впливі китайського уряду
Американський письменник Гордон Г. Чанг назвав інтерв'ю Ейлварда символом впливу Китаю на міжнародні організації. 2 квітня газета «The Globe and Mail» згадала інтерв'ю Ейлварда як приклад «разючої поваги» вищого керівництва ВООЗ до Китаю, зазначивши, що фінансовий внесок Китаю до ВООЗ був мізерним порівняно із США. У лютому 2020 року Ейлвард, якого звинуватили в тому, що він перебуває під впливом Китаю, очолював делегацію ВООЗ в Ухані у зв'язку з кризою, пов'язану з коронавірусом.

## Виклик до парламентського комітету в 2020 році
У квітні 2020 року, під час пандемії COVID-19, комітет з питань охорони здоров'я парламенту Канади одноголосно проголосував за виклик Ейлварда до Оттави. Виклик надійшов після двох відхилених запрошень на телеконференцію; Генеральний директор ВООЗ Тедрос Аданом Гебреїсус найняв адвоката, щоб представляти ВООЗ у відмові, який запропонував, що Ейлвард на той час відповідатиме лише на письмові запитання. Консервативний критик охорони здоров'я з Канади Метт Дженеру заявив, що «уряд Канади неодноразово посилався на ВООЗ як на джерело вказівок, які інформували про рішення, які він ухвалював для захисту Канади, і має сенс, що канадець, який працює на ключовій посаді ВООЗ, повинен пояснити, що вплинуло на думку організації.» Критик охорони здоров'я Дон Дейвіс закликав до «підзвітності та прозорості» з боку ВООЗ.

## Вибрані праці та публікації
- Aylward, Bruce; Roberts, Leslie (12 вересня 2014). Ebola: 'Wow, that is really tough'. Science. 345 (6202): 1229—1230. Bibcode:2014Sci...345.1229R. doi:10.1126/SCIENCE.345.6202.1229. PMID 25214583. (англ.)}
- WHO Ebola Response, Team.; Aylward, B; Barboza, P; Bawo, L; Bertherat, E; Bilivogui, P; Blake, I; Brennan, R; Briand, S; Chakauya, JM; Chitala, K; Conteh, RM; Cori, A; Croisier, A; Dangou, JM; Diallo, B; Donnelly, CA; Dye, C; Eckmanns, T; Ferguson, NM; Formenty, P; Fuhrer, C; Fukuda, K; Garske, T; Gasasira, A; Gbanyan, S; Graaff, P; Heleze, E; Jambai, A; Jombart, T; Kasolo, F; Kadiobo, AM; Keita, S; Kertesz, D; Koné, M; Lane, C; Markoff, J; Massaquoi, M; Mills, H; Mulba, JM; Musa, E; Myhre, J; Nasidi, A; Nilles, E; Nouvellet, P; Nshimirimana, D; Nuttall, I; Nyenswah, T; Olu, O; Pendergast, S; Perea, W; Polonsky, J; Riley, S; Ronveaux, O; Sakoba, K; Santhana Gopala Krishnan, R; Senga, M; Shuaib, F; Van Kerkhove, MD; Vaz, R; Wijekoon Kannangarage, N; Yoti, Z (16 жовтня 2014). Ebola virus disease in West Africa--the first 9 months of the epidemic and forward projections. The New England Journal of Medicine. 371 (16): 1481—95. doi:10.1056/NEJMoa1411100. PMC 4235004. PMID 25244186. (англ.)
- WHO Ebola Response, Team.; Agua-Agum, J; Ariyarajah, A; Aylward, B; Blake, IM; Brennan, R; Cori, A; Donnelly, CA; Dorigatti, I; Dye, C; Eckmanns, T; Ferguson, NM; Formenty, P; Fraser, C; Garcia, E; Garske, T; Hinsley, W; Holmes, D; Hugonnet, S; Iyengar, S; Jombart, T; Krishnan, R; Meijers, S; Mills, HL; Mohamed, Y; Nedjati-Gilani, G; Newton, E; Nouvellet, P; Pelletier, L; Perkins, D; Riley, S; Sagrado, M; Schnitzler, J; Schumacher, D; Shah, A; Van Kerkhove, MD; Varsaneux, O; Wijekoon Kannangarage, N (5 лютого 2015). West African Ebola epidemic after one year--slowing but not yet under control. The New England Journal of Medicine. 372 (6): 584—7. doi:10.1056/NEJMc1414992. PMC 4368109. PMID 25539446. (англ.)
- Durski, Kara N.; Singaravelu, Shalini; Naidoo, Dhamari; Djingarey, Mamoudou Harouna; Fall, Ibrahima Soce; Yahaya, Ali Ahmed; Aylward, Bruce; Osterholm, Michael; Formenty, Pierre (грудень 2020). Design thinking during a health emergency: building a national data collection and reporting system. BMC Public Health. 20 (1): 1896. doi:10.1186/S12889-020-10006-X. PMC 7725425. PMID 33298019.{{cite journal}}:  Обслуговування CS1: Сторінки із непозначеним DOI з безкоштовним доступом (посилання) (англ.)